# Aphypena dissimulans
Aphypena dissimulans là một loài bướm đêm trong họ Noctuidae.